# Ivan Prtajin
Ivan Prtajin (* 14. Mai 1996 in Zadar) ist ein kroatischer Fußballspieler, der als Stürmer seit Sommer 2025 für den 1. FC Kaiserslautern spielt.

## Karriere

### Verein
Prtajin begann seine Karriere in der Jugendakademie von HNK Primorac Biograd na Moru im norddalmatinischen Biograd na Moru. Nachdem er in den Jugendakademien von Arbanasi und NK Trešnjevka Zagreb gespielt hatte, wechselte er im Alter von 16 Jahren in die Jugendmannschaft von NK Zagreb. Nach zwei Spielzeiten in der Jugendmannschaft wechselte er 2014 zum italienischen Verein Udinese Calcio, wo er für die Udinese Primavera (die Reservemannschaft) eingesetzt wurde. Er absolvierte insgesamt 49 Einsätze für die Reserve und erzielte 22 Tore.
Ende 2016 nahm Prtajin das Training beim kroatischen Verein Hajduk Split auf. Er bestritt mehrere Freundschaftsspiele für den Verein. In einem der Freundschaftsspiele gegen Jadran erzielte er vier Tore. Am 18. Januar 2017 unterschrieb er schließlich beim Verein. Sein Debüt für den Verein gab er beim 2:1-Sieg gegen NK Slaven Belupo, wo er in der Verlängerung für Ante Erceg eingewechselt wurde. Im Winter 2018 wurde er für den Rest der Spielzeit an NK Dugopolje ausgeliehen. In der zweiten Mannschaft von Hajduk kam er zu 25 Einsätzen in denen er acht Tore schoss.
Im Sommer 2019 wechselte er in die 2. niederländische Liga zu Roda JC Kerkrade. Nach einer Spielzeit erfolgte sein Wechsel in die 2. Schweizer Liga zum FC Schaffhausen. Nach eineinhalb Spielzeiten wechselte er im Winter 2022 zum NK Olimpija Ljubljana in die 1. slowenische Liga.
Im Sommer 2022 schloss er sich dem deutschen Drittligisten SV Wehen Wiesbaden an. Ein Jahr später nach dem Aufstieg in die 2. Bundesliga verlängerte er seinen Vertrag in Wiesbaden langfristig.
Am 27. September 2023 attestierte Bastian Schweinsteiger als ARD-Kommentator während der Live-Übertragung des DFB-Pokalspiels gegen RB Leipzig Pratijn Spiel- und Laufeigenschaften, die an Robert Lewandowski erinnerten.
Im Sommer 2024 wechselte er zum 1. FC Union Berlin. Der Wechsel in die Bundesliga soll sich für Prtajin aber als noch zu groß herausgestellt. In der Saison 2024/2025 kam er so auf gerade mal 5 Einsätze.
Nicht genügend für ihn und so wurde er am 11. Juni 2025 beim 1. FC Kaiserslautern vorgestellt, bei denen er den Abgang von Ragner Ache kompensieren soll.

### Nationalmannschaft
Prtajin bestritt im Jahr 2015 zwei Spiele für die U19-Nationalmannschaft des kroatischen Fußballverbands.

## Trivia
Im Juli 2017 brach in Dugopolje, einer Stadt, in der Spieler von Hajduk Split trainierten, ein Feuer aus. Prtajin schloss sich zusammen mit Toma Bašić, Josip Juranović, Zvonimir Milić und Jerko Šeparović den Feuerwehrleuten an, um das Feuer zu löschen.